# Šentjurje
Šentjurje je naselje v Občini Ivančna Gorica.